# Flaki
Flaki (denominat també flaczki, en diminutiu) és un estofat típic de la cuina polonesa el principal ingredient del qual és la tripa de vaca, escrupolosament rentada dies abans. És un plat que tradicionalment se serveix durant les celebracions del Dimarts de Carnaval, encara que es prepara en altres celebracions com poden ser noces, batejos, etc. Se serveix calent com a aperitiu abans d'un gran menjar.
L'excònsol polonès Marek Pernal a Barcelona va elogiar el plat de tripa i pota del Bar Brusi com el millor de Barcelona, comparant-lo amb els pikantine flaczki, la versió polonesa d'aquest plat.

## Història
Sent un plat de tradició medieval, es tracta d'una recepta no escrita els ingredients de la qual difereixen segons el gust del cuiner o de la localitat. És habitual que la denominació del plat s'uneixi al nom d'una localitat o ciutat poloneses.

## Etimologia
La paraula polonesa flaki, que significa literalment "budells" (plural de flak, budell), prové de l'alemany Fleck (taca), de l'Alt Alemany mitjà vlëc, Alt Alemany antic flec/fleck, i del protogermànic *flekka- (taca, marca).
Flaczki seria el diminutiu de flaki, i es fa servir per referir-se a altres sopes de tripa a Polònia.

## Característiques
Aquest plat té generalment la consistència d'una sopa. Sol estofar-se amb tripa de vaca i diverses espècies: julivert, nou moscada, marduix, etc. En algunes ocasions els comensals prefereixen aquest plat lleugerament picant i li afegeixen algunes gotes de tabasco.
Existeix una variant a Varsòvia (Flaki warszawskie) que empra una mica de formatge ratllat, se serveix en un bon pa de sègol i una copa de vodka gelat.
Flaki Zamojskie, la versió del producte envasada en llaunes que només cal escalfar, s'exporta als països amb comunitats poloneses.